# لورا (فلم 1979)
لورا: ظلال الصيف (بالفرنسية: Laura, les ombres de l'été) فيلم دراما رومانسي اثارة فرنسي من إخراج المصور ديفيد هاملتون.

## القصة
بول ويلر نحات ناجح اشتهر بنحت الفتيات المراهقات عاريات. يشعر بحنين للماضي عندما يلتقي بحبيبته السابقة سارة، ويغرم بأبنتها الجميلة لورا لدرجة أنه يطلب من سارة أن يقوم بنحت تمثال لها. سارة بالرغم من انها متزوجة ولكنها تشعر بالغيرة من حقيقة أن عشيقها السابق ينجذب إلى ابنتها، تخبر بول أن لورا ليست مهتمة، على الرغم من أنها متحمسة للغاية للقيام بذلك. وكبديل من ان تكون عارضة له، تلتقط سارة صورًا للورا عارية وتعطيها لبول حتى يتمكن من نحت تمثال لورا. يبدأ بول بالعمل على التمثال بالاعتماد على الصور. ولكن يندلع حريق في المعرض الفني، ويصاب بول بالعمى اثناء محاولة اطفاء الحريق. ولا يمكنه إكمال النحت. في النهاية، عندما تزور لورا بول لكي تودعه قبل الذهاب لمدرسة داخلية، تسمح له بأنهاء التمثال عن طريق تحسس جسدها بيده. 

## الممثلون
- مود آدامس في دور سارة مور
- دون دنلاب في دور لورا مور
- جيمس ميتشل في دور بول توماس وايلر
- بيير لونديش في دور ريتشارد مور
- تييري ريدلر في دور كوستا
- مورين كيروين في دور مارلين روير
- غونيلا أستروم في دور ديان
- كاتيا كوفيت في دور كلودي
- لويز فينسنت في دور مدام فلوري
- لوتشيانو في دور تيموثي سيجا
- بيل ميلي في دور معلم الرقص

## الإنتاج
الفيلم صور بأسلوب التركيز الناعم (بالإنجليزية: soft focus) وهو أسلوب اشتهر به المصور ديفيد هاملتون بأعماله.

## الكتاب المصاحب
في عام 1979، أصدر هاملتون كتاب صور مرتبط بالفيلم بعنوان «ظلال الصيف».

## روابط خارجية
- مقالات تستعمل روابط فنية بلا صلة مع ويكي بيانات